# ジャンキウェ湖
ジャンキウェ湖とは、チリ・ロス・ラゴス州にある湖で、オソルノ山とトドス・ロス・サントス湖の近くにある。プエルト・オクタイなど風光明媚なこの地はリゾート地として観光客が訪れる。

## 地理
チリで二番目に大きい湖で面積は約860㎢である。
湖の扇状は第四紀の氷期の間によって形成された。
湖を通過するとモーリン川に流れ太平洋に出る